# Denton, Greater Manchester
Denton är en ort i distriktet Tameside, Storbritannien. Den ligger i grevskapet Greater Manchester och riksdelen England, i den centrala delen av landet, 250 km nordväst om huvudstaden London. Denton ligger 101 meter över havet och antalet invånare är 27 464.
Terrängen runt Denton är platt västerut, men österut är den kuperad. Terrängen runt Denton sluttar västerut. Runt Denton är det mycket tätbefolkat, med 2 103 invånare per kvadratkilometer. Närmaste större samhälle är Stockport, 5,8 km söder om Denton. Runt Denton är det i huvudsak tätbebyggt.